# بيتر تورنر
بيتر تورنر (بالإنجليزية: Peter Turner)‏ (18 ديسمبر 1876 بغلاسكو في المملكة المتحدة - 8 فبراير 1970 في المملكة المتحدة) هو لاعب كرة قدم بريطاني (وحمل سابقاً جنسية المملكة المتحدة لبريطانيا العظمى وأيرلندا) في مركز مهاجم داخلي. لعب مع نادي أرسنال ونادي دونكاستر روفرز ونادي لوتون تاون ونادي ميدلزبره ونادي واتفورد وSt Bernard's F.C. ‏ ونادي ليتون ‏ وParkhead F.C. ‏.